# Parco Nazionale della Maiella
Parco Nazionale della Maiella este o arie protejată (arie de protecție specială avifaunistică — SPA) din Italia întinsă pe o suprafață de 74.082 ha, integral pe uscat.

## Localizare
Centrul sitului Parco Nazionale della Maiella este situat la coordonatele 41°56′09″N 14°01′55″E / 41.935918°N 14.031843°E.

## Înființare
Situl Parco Nazionale della Maiella a fost declarat arie de protecție specială avifaunistică în octombrie 1988 pentru a proteja 3 specii de plante și 35 de specii de animale.

## Biodiversitate
Situată în ecoregiunea alpină, aria protejată conține 30 de habitate naturale: Păduri pe pante, grohotișuri și ravene de Tilio-Acerion, Formațiuni stabile xerotermofile de Buxus sempervirens pe pante stâncoase (Berberidion p.p.), Păduri de pin (sub-) mediteraneene cu pini negri endemici, Lespezi calcaroase, Formațiuni ierboase bogate în specii de Nardus, dezvoltate pe substraturi silicioase în zone montane (și în zone submontane, în Europa continentală), Păduri de stejar alb estice, Râuri cu maluri nămoloase cu vegetație de Chenopodion rubri p.p. și Bidention p.p., Izvoare petrifiante cu formare de travertin (Cratoneurion), Păduri de Quercus ilex și Quercus rotundifolia, Cursuri de apă de la nivel de câmpie la nivel montan, cu vegetație Ranunculion fluitantis și Callitricho-Batrachion, Tufărișuri cu Pinus mugo și Rhododendron hirsutum (Mugo-Rhododendretum hirsuti), Liziere de ierburi înalte hidrofile de câmpie și de nivel montan până la alpin, Grohotișuri termofile și vest-mediteraneene, Păduri de fag din Apenini cu Taxus și Ilex, Pajiști alpine și boreale, Râuri mediteraneene cu debit permanent cu specii de Paspalo-Agrostidion și galerii riverane de Salix și de Populus alba, Galerii de Salix alba și de Populus alba, Grohotișuri calcaroase și de șisturi calcaroase de la nivelul montan până la nivelul alpin (Thlaspietea rotundifolii), Râuri de munte și vegetația lor lemnoasă cu Salix elaeagnos, Pajiști carstice calcaroase sau bazofile, de Alysso-Sedion albi, Peșteri inaccesibile publicului, Lacuri eutrofice naturale cu vegetație de tip Magnopotamion sau Hydrocharition, Fânețe de joasă altitudine (Alopecurus pratensis, Sanguisorba officinalis), Păduri aluvionare cu Alnus glutinosa și Fraxinus excelsior (Alno-Padion, Alnion incanae, Salicion albae), Pajiști uscate seminaturale și facies de acoperire cu tufișuri pe substraturi calcaroase (Festuco-Brometalia) (* situri importante pentru orhidee), Pseudostepă cu ierburi și specii anuale de Thero-Brachypodietea, Matorral arborescenți cu Juniperus spp., Pante stâncoase calcaroase cu vegetație casmofită, Păduri ilirice de stejar și carpen (Erythronio-Carpinion), Formațiuni de Juniperus communis pe lande sau pajiști calcaroase.
La baza desemnării sitului se află mai multe specii protejate:
- plante (3): Adonis distorta, Androsace mathildae, Himantoglossum adriaticum
- păsări (16): potârnichea de stâncă (Alectoris graeca saxatilis), fâsă-de-câmp (Anthus campestris), buha (Bubo bubo), caprimulg (Caprimulgus europaeus), presură de grădină (Emberiza hortulana), muscar-gulerat (Ficedula albicollis), sfrâncioc roșiatic (Lanius collurio), ciocârlie de pădure (Lullula arborea), gaia roșie (Milvus milvus), mierlă de piatră (Monticola saxatilis), cinghiță alpină (Montifringilla nivalis), viespar (Pernis apivorus), Prunella collaris, stăncuță alpină (Pyrrhocorax graculus), Pyrrhocorax pyrrhocorax, fluturașul de stâncă (Tichodroma muraria)
- amfibieni (1): Triturus carnifex
- mamifere (6): liliac cu aripi lungi (Miniopterus schreibersii), liliac cu urechi mari (Myotis bechsteinii), liliac cu urechi de șoarece (Myotis blythii), liliacul mare cu potcoavă (Rhinolophus ferrumequinum), liliacul mic cu potcoavă (Rhinolophus hipposideros), Rupicapra pyrenaica ornata
- nevertebrate (8): Coenagrion mercuriale, Cordulegaster trinacriae, fluturele auriu (Euphydryas aurinia), Euplagia quadripunctaria, Osmoderma eremita, Oxygastra curtisii, Rosalia alpina, Vertigo angustior
- pești (3): Barbus plebejus, Rutilus rubilio, salmo cettii (Salmo cetti)
- reptile (1): șarpele cu patru dungi (Elaphe quatuorlineata)

Pe lângă speciile protejate, pe teritoriul sitului au mai fost identificate 2 specii de plante, 5 specii de amfibieni, 13 specii de mamifere, 43 de specii de nevertebrate, 6 specii de reptile.